# Trebel (Wendland)
Trebel este o comună din landul Saxonia Inferioară, Germania. Deoarece există și un râu cu acest nume, atunci când este necesar se precizează astfel: Trebel (Wendland) = Trebel din (regiunea geografică) Wendland.
1. ↑  Alle politisch selbständigen Gemeinden mit ausgewählten Merkmalen am 31.12.2018 (4. Quartal) (în germană), Statistisches Bundesamt[*], arhivat din original la 10 martie 2019, accesat în 10 martie 2019